# Orleans, Ontario
Orleans (engelska) eller Orléans (franska) (1922-1974 användes även namnet St. Joseph d'Orléans) är en stadsdel i den kanadensiska huvudstaden Ottawa i provinsen Ontario. Den grundades på 1830-talet och blev namngiven efter byns första postchef Théodore Besseres födelseplats, Île d'Orléans i Québec. Under 2001 blev den en stadsdel i Ottawa. Orleans hade en folkmängd på 107 823 personer vid den nationella folkräkningen 2011.